# Сопот - роден град
„Сопот – роден град“ е български игрален филм от 1976 година на режисьора Петър Донев.

## Актьорски състав
Не е налична информация за актьорския състав.